# Současné umění

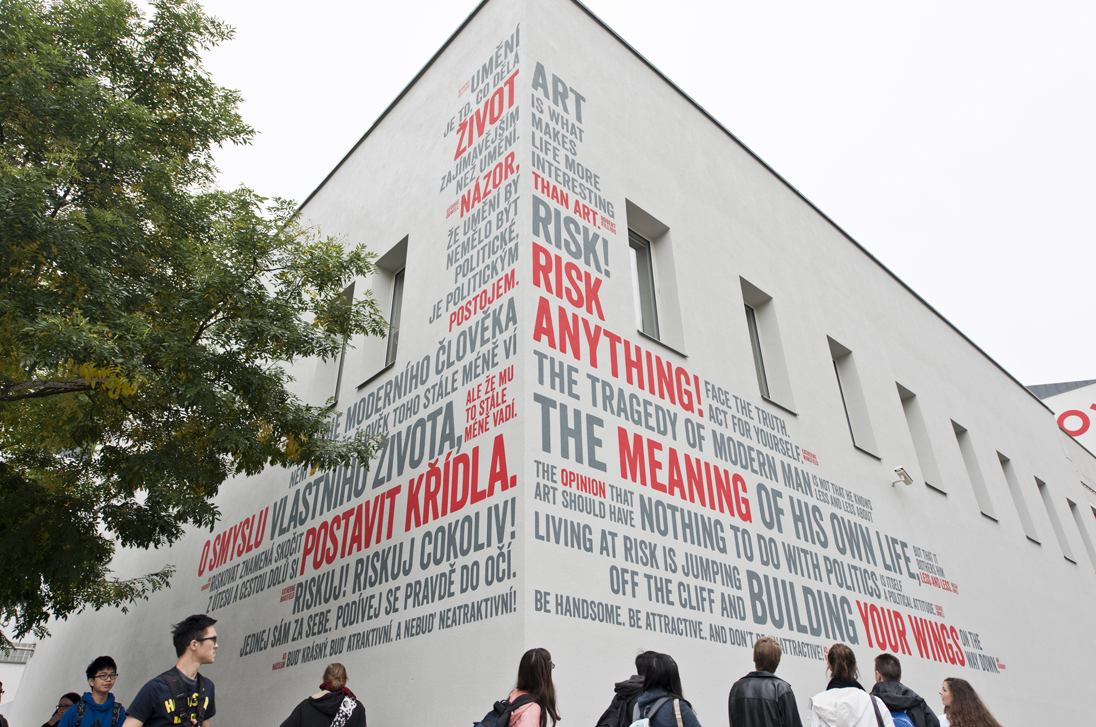
Centrum současného umění DOX

Současné umění (anglicky: contemporary art, francouzsky: art contemporain) je pojem, který označuje výtvarné umění současnosti nebo nedávných let. V češtině není příliš užíván, ale v mnoha kulturních okruzích je pevně ukotven a objevuje se i v názvech řady institucí: Muzeum současného umění Chicago, Tokijské muzeum současného umění, Muzeum současného umění Santiago, Zámek Montsoreau – muzeum současného umění, Fondation Cartier pour l'art contemporain ad. V Česku ho využilo například Centrum současného umění DOX. Někdy je pojem považován za synonym pojmu moderní umění. Pokusy pojem zpřesnit a zjasnit ho definují například „výtvarné umění od 70. let 20. století“, nicméně pojem se užíval, zejména v anglojazyčném prostoru, už od 30. let 20. století. Častou definicí je též „umění posledních dvaceti let“. Pojem je také někdy užíván s odkazem na to, že v umění konce 20. století a začátku 21. století nelze nalézt dominující směr (což ale nešlo nalézt ani v dřívějších epochách a naopak k současnému umění patří i díla vytvářená v programu řady starších směrů, například surrealismu). Někteří badatelé, například socioložka Nathalie Heinichová, s pojmem nakládají nikoli technicky, ale užívají ho jako souhrnné označení převládajících uměleckých tendencí umění 21. století. Za převažující tendence takto definovaného současného umění bývají považovány zpochybnění pojmu uměleckého díla, témata identity, těla, genderu, globalizace, migrace, technologie, času či paměti. Současné umění může být považováno též za synonymum nejvlivnějších či dobově nejznámějších směrů, zejména konceptualismu, postmodernismu apod. Existují i umělci či odborníci, kteří užívání pojmu striktně odmítají a některé instituce, které mají tento pojem v názvu, se staly předmětem kritiky za to, že si osobují svým výběrem vystavovaných děl současné umění definovat, přičemž obvykle je jejich výběr značnou redukcí toho, co v současnosti na poli výtvarného umění vzniká. Například řemeslné výrobky nejsou takovými galeriemi vůbec akceptovány, pokud se neodhodlají nějak komentovat politiku (jak upozornil kupříkladu umělecký kritik Peter Timms). Pojem tak je někdy vnímán i jako nástroj manipulace. Někteří sociologové či kulturologové si také povšimli, že pojem je někdy užíván širší veřejností s hanlivou konotací.